# MANTA (firma)
MANTA (celým názvem Manta Software, Inc.) je česko-americká společnost, vyvíjející nástroj pro analýzu datových toků v  IT prostředích velkých firem.  
MANTA původně vznikla v letech 2008 a 2009 jako interní nástroj české konzultační společnosti Profinit. Na konci roku 2014 vyhrála první místo v soutěži „Czech ICT Incubator @ Silicon Valley“, pořádanou Czech ICT Alliance a v návaznosti na to založila pobočku v San Francisku v USA a získala první americké zákazníky. MANTA se spolu s ČVUT v Praze zapojila do grantových programů ALFA a EPSILON Technologické Agentury ČR. Od roku 2016 působí MANTA jako samostatná firma, celosvětově prostřednictvím vlastních poboček a sítě regionálních partnerů. Mezi její zákazníky patří například společnosti OBI, Teradata, GEMÜ, UCBI nebo Comcast.
MANTA je lineage platforma dovolující uživatelům informací a systémovým administrátorům vidět celou cestu dat firemními informačními systémy - kudy protékají, co se s nimi děje a proč. Podstatou nástroje je schopnost porozumět programovému kódu (SQL, Java) a popsat transformační logiku v něm obsaženou. Na základě získaných metadat pak nástroj dokáže vizualizovat jednotlivé datové toky.
Platforma tak slouží nejen jako místo kde lze všechny tyto informace nalézt pohromadě, ale též s nimi dále pracovat a získat vhled potřebný pro rozvoj data governance projektů, zrychlení vývoje nových produktů, docílení modernizace procesů a posílení datové kvality a bezpečnosti. 
V září 2018 získala MANTA seed investici od českého fondu Credo Ventures a německé venture kapitálové skupiny Senovo.  
V září 2020 dokončila MANTA Series A1 investici ve výši 13 milionů dolarů (téměř 300 milionů korun) vedenou americkým fondem Bessemer Venture Partners ve spolupráci s investiční větví společnosti SAP (SAP.io) a předcházejícími investory Credo Ventures a Senovo VC.  